# Brachychiton vinicolor
Brachychiton vinicolor är en malvaväxtart som beskrevs av G.P. Guymer. Brachychiton vinicolor ingår i släktet Brachychiton och familjen malvaväxter. Inga underarter finns listade i Catalogue of Life.